# Galácia

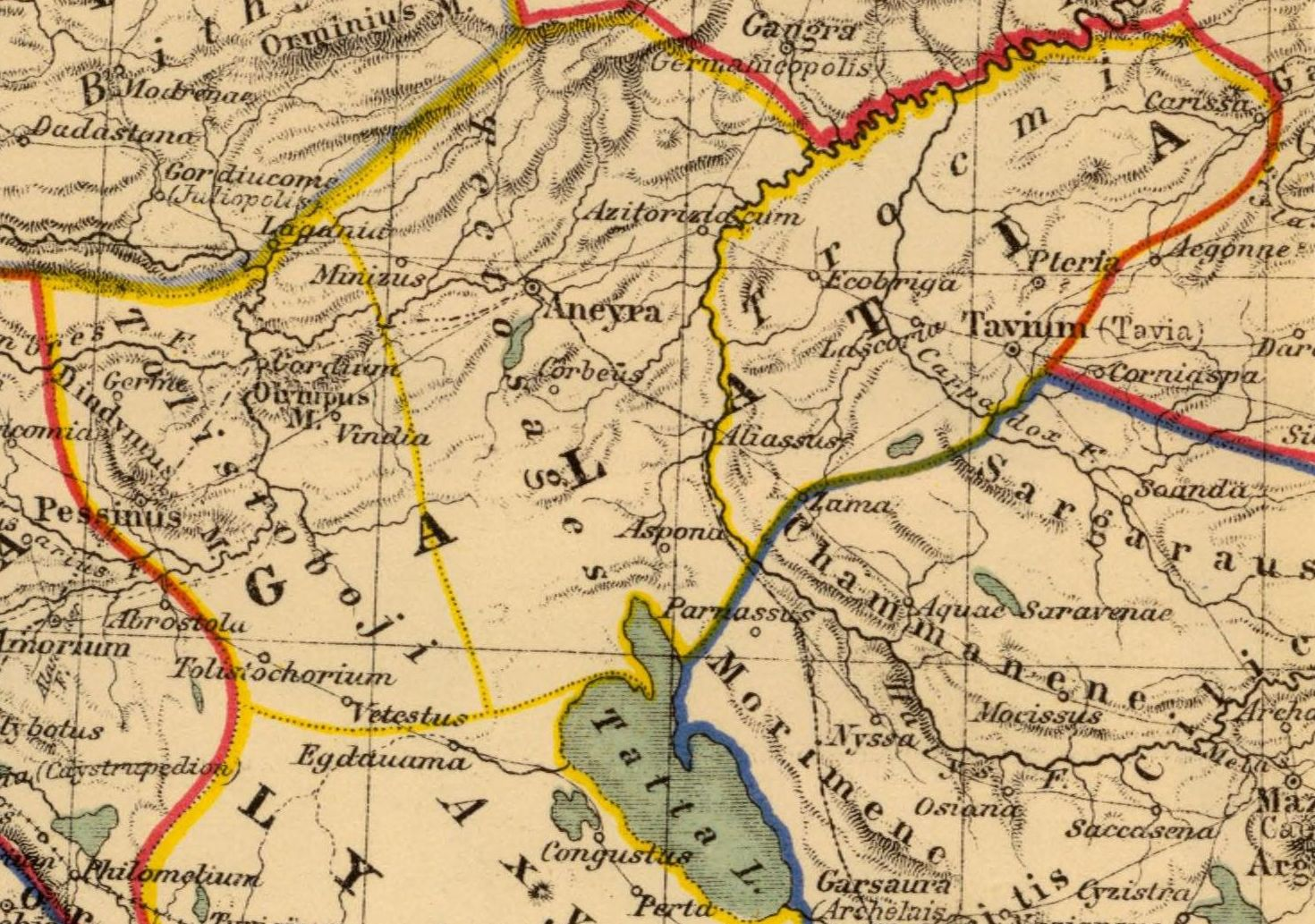
Galácia num mapa de 1903

Galácia (em grego: Γαλατία) era uma região da Anatólia central que abrangia a região de Ancara e Çorum, na província de Yozgat da moderna Turquia. Ela recebeu este nome por causa dos imigrantes gauleses vindos da Trácia que se assentaram ali e formaram a classe dominante do século III a.C. em diante, logo depois da invasão gaulesa dos Balcãs em 279 a.C. Ela já foi chamada de "Gália" do oriente e os escritores romanos chamavam seus habitantes de galos (em latim: galli; lit. "gaulês" ou "celta").

## Geografia
A Galácia estava limitada ao norte pela Bitínia e Paflagônia, à leste pelo Ponto e Capadócia, ao sul, pela Cilícia e Licônia e, à oeste, pela Frígia. Sua capital era Ancira (a moderna Ancara, a capital da moderna Turquia).

### Geografia física
A Galácia situa-se num planalto entre os Montes Tauro, ao sul, e os  Montes da Paflagônia, ao Norte. Na sua parte norte-central, ficava a cidade de Ancira, a atual Ancara, capital da Turquia. Através desta região passa o curso médio do rio Hális ou Quizil Irmaque e a parte superior do rio Sangário, que desembocam no mar Negro. Seus habitantes eram conhecidos como "gálatas" e o adjetivo relacionado à Galácia é "galático".

## História

### Invasão celta

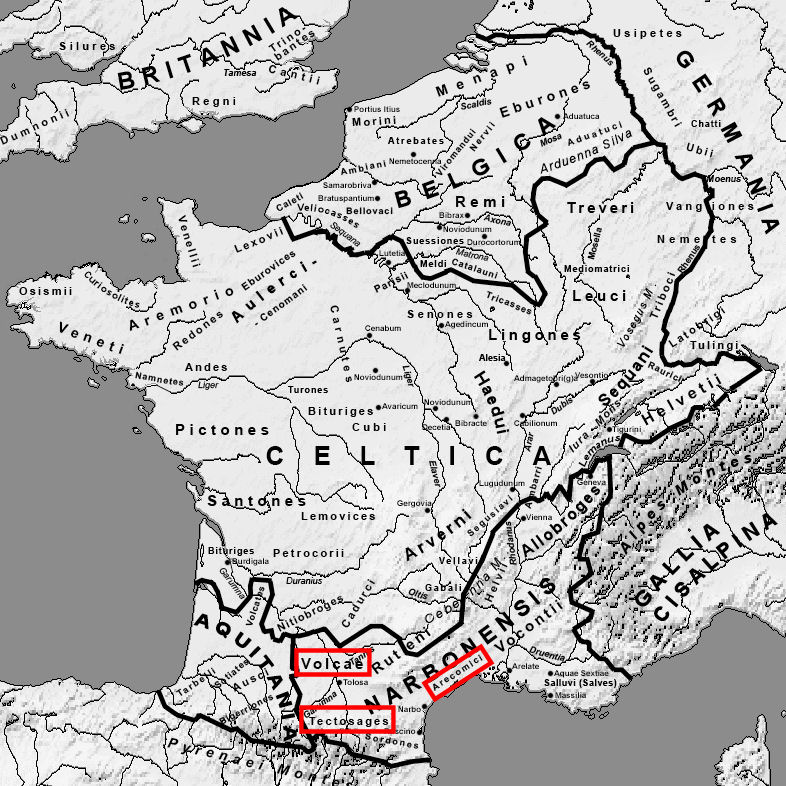
Origem dos tectósages na Gália

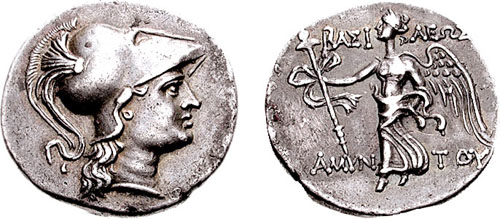
Amintas, o último rei da Galácia

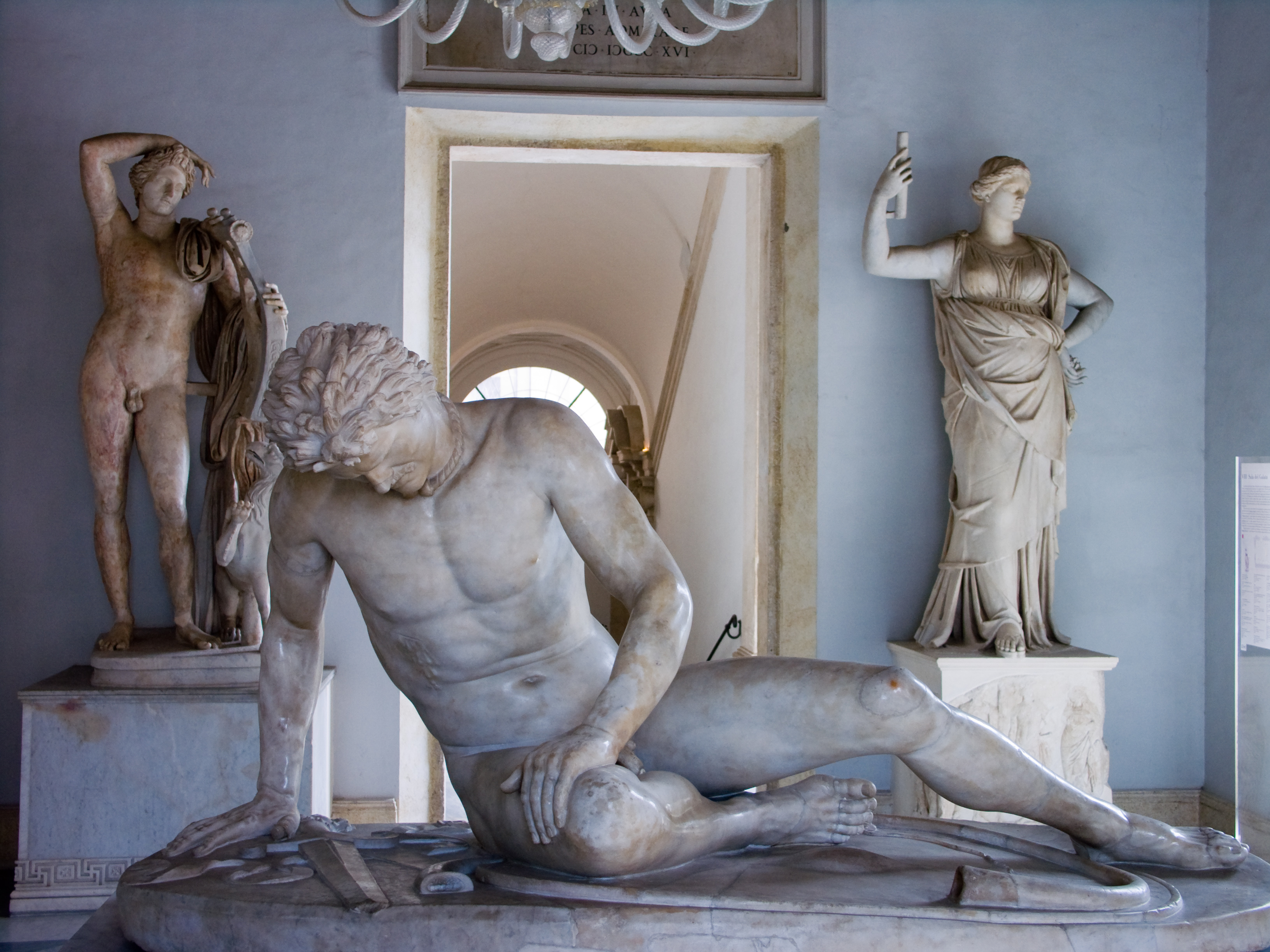
Estátua do Gaulês moribundo nos Museus Capitolinos

Entendendo os gálatas como "selvagens helenizados", Francis Bacon e outros escritores renascentistas chamaram-nos de gallo-graeci, "gauleses que se assentaram entre os gregos", como foi o caso do historiador latino do século III Justino. O termo mais usual na Antiguidade era em grego clássico: Ἑλληνογαλάται (hellēnogalátai), utilizado por Diodoro Sículo em sua Bibliotheca historica (v.32.5) numa passagem que pode ser traduzida como "...e eram chamados de 'gallo-graeci' por sua ligação com os gregos", distinguindo a Galácia no oriente grego da Gália, no ocidente.
Os gálatas eram, originalmente, parte da grande migração celta que invadiu a Macedônia, liderada por Breno. Os celtas originais que se assentaram na Galácia vieram da Trácia divididos em três tribos, os tectosages, os trocmos e os tolistóbogos.
Breno invadiu a Grécia em 281 a.C. com um enorme bando e foi repelido antes de conseguir pilhar o Templo de Apolo em Delfos. Na mesma época, outro bando gaulês, com homens, mulheres e crianças, iniciou sua migração a partir da Trácia. Eles se separaram do grupo de Breno em 279 a.C. e partiram sob o comando de Leonório e Leotário. Eles apareceram na Ásia Menor em 278-277 a.C.; um outro grupo invadiu a Macedônia, matou o monarca ptolemaico Ptolemeu Cerauno, mas acabou repelido por Antígono Gônatas, o neto do diádoco derrotado Antígono I Monoftalmo.
Os invasores haviam tentado cruzar o Bósforo várias vezes antes, sendo impedidos pelos bizantinos, que habitavam a antiga cidade grega de Bizâncio Nicomedes, o filho mais velho, matou seus próprios irmãos. Eles finalmente conseguiram a convite de Nicomedes I, do Reino da Bitínia, que precisava de ajuda em uma disputa dinástica contra seu irmão. Pelo acordo, eles apoiariam Nicomedes e seus filhos, sendo "aliados de seus aliados e inimigos de seus inimigos". Mais de 10 000 pessoas cruzaram para a Ásia Menor. Porém, eles acabaram sendo derrotados pelo rei selêucida Antíoco I numa batalha na qual os elefantes de guerra chocaram os celtas. Apesar de o momento da invasão ter se perdido, os gálatas estavam longe de serem exterminados.

### Galácia
Ao invés disso, a migração levou à criação de um território que teria vida longa na Anatólia central e que incluía a porção oriental da antiga Frígia, um território que tornou-se conhecido como "Galácia". Assentados na região e reforçados por mais gente chegando da Europa, eles conquistaram a Bitínia e se sustentaram saqueando os vizinhos.
A constituição do estado gálata foi descrita por Estrabão: conforme o costume, cada tribo estava dividida em cantões, cada um governado por um chefe ("tetrarca"), com um juiz subordinado, cujos poderes eram ilimitados exceto em caso de assassinato, que eram julgados por um concílio de 300 escolhidos dentre os doze cantões e que se reunia num local sagrado, a pouco menos de quarenta quilômetros a sudoeste de Ancira, chamado, em grego, de Δρυνεμετον (Drunemeton ou Drynemeton; em gaulês: *dru-nemeton). É provável que o local fosse um bosque de carvalhos sagrado, pois o nome significa "santuário dos carvalhos". A população local, formada por capadócios, permaneceu encarregada do controle das cidades e da maior parte das terras, pagando tributos aos seus novos senhores que formavam a aristocracia militar e se mantinham distantes em suas fazendas fortificadas rodeadas pelos bandos guerreiros.
Estes celtas eram guerreiros, respeitados por gregos e romanos. Eles eram frequentemente contratados como mercenários, lutando, por vezes, de ambos os lados em grandes batalhas da época. Por anos, os líderes militares e seus bandos arrasaram a metade ocidental da Ásia Menor como aliados de um ou outro príncipe sem nenhum obstáculo mais sério até eles se aliarem a Antíoco Hierax, o príncipe selêucida renegado que reinava sobre a Ásia Menor. Hierax tentou derrotar Átalo I, o rei de Pérgamo (r. 241–197 a.C.), mas o resultado foi desastroso: as cidades helenizadas da região se uniram sob a bandeira de Átalo e os selêucidas (e seus aliados gálatas) sofreram pesadas derrotas e, por volta de 232 a.C., os gálatas foram obrigados a aceitar termos que os obrigavam a se assentarem permanentemente e a se confinarem à região que já haviam conquistado e rebatizado, a Galácia. O tema artístico do Gaulês moribundo (uma famosa estátua que era exibida em Pérgamo) permaneceu como um dos favoritos da arte helênica por uma geração.
Depois de reconhecido seu direito de permanecerem na Galácia, as tribos gaulesas então se distribuíram da seguinte forma:
1. Os tectósages na região central, à volta de sua capital, Ancira;
2. Os tolistóbogos no oeste, à volta de Pessino, sua principal cidade, que era sagrada para Cibele;
3. Os trocmos no oriente, à volta de sua principal cidade, Távio.

Os reis atálidas de Pérgamo empregavam os serviços dos gálatas nas cada vez mais devastadores guerras na Ásia Menor. 

### Reino da Galácia
No início do século II a.C., os gálatas se mostraram aliados horríveis de Antíoco III, o Grande, o último rei selêucida a tentar manter a suserania sobre a Ásia Menor. Em 189 a.C., Roma enviou Cneu Mânlio Vulsão na chamada Guerra Gálata e ele os derrotou. A Galácia passou, a partir daí, para o controle romano por meio de monarcas-fantoche locais. A região entrou num rápido declínio e acabou sendo fortemente influenciada pelo Reino do Ponto. A liberdade veio apenas durante as Guerras Mitridáticas, na qual os gálatas se aliaram aos romanos e venceram.
Na reforma administrativa de 64 a.C., a Galácia tornou-se um estado cliente do Império Romano, sua antiga constituição desapareceu e três monarcas (injustamente auto-intitulados "tetrarcas") foram nomeados. Este arranjo não resistiu à ambição de um deles, Deiótaro, que era contemporâneo de Cícero e de Júlio César. Ele  se auto-proclamou senhor das outras duas tetrarquias e foi finalmente reconhecido como "rei da Galácia".
Com a morte de Deiótaro, o Reino da Galácia foi entregue a Amintas, um comandante auxiliar no exército romano de Bruto e Cássio, que caíram nas graças de Marco Antônio.

### Província romana e bizantina

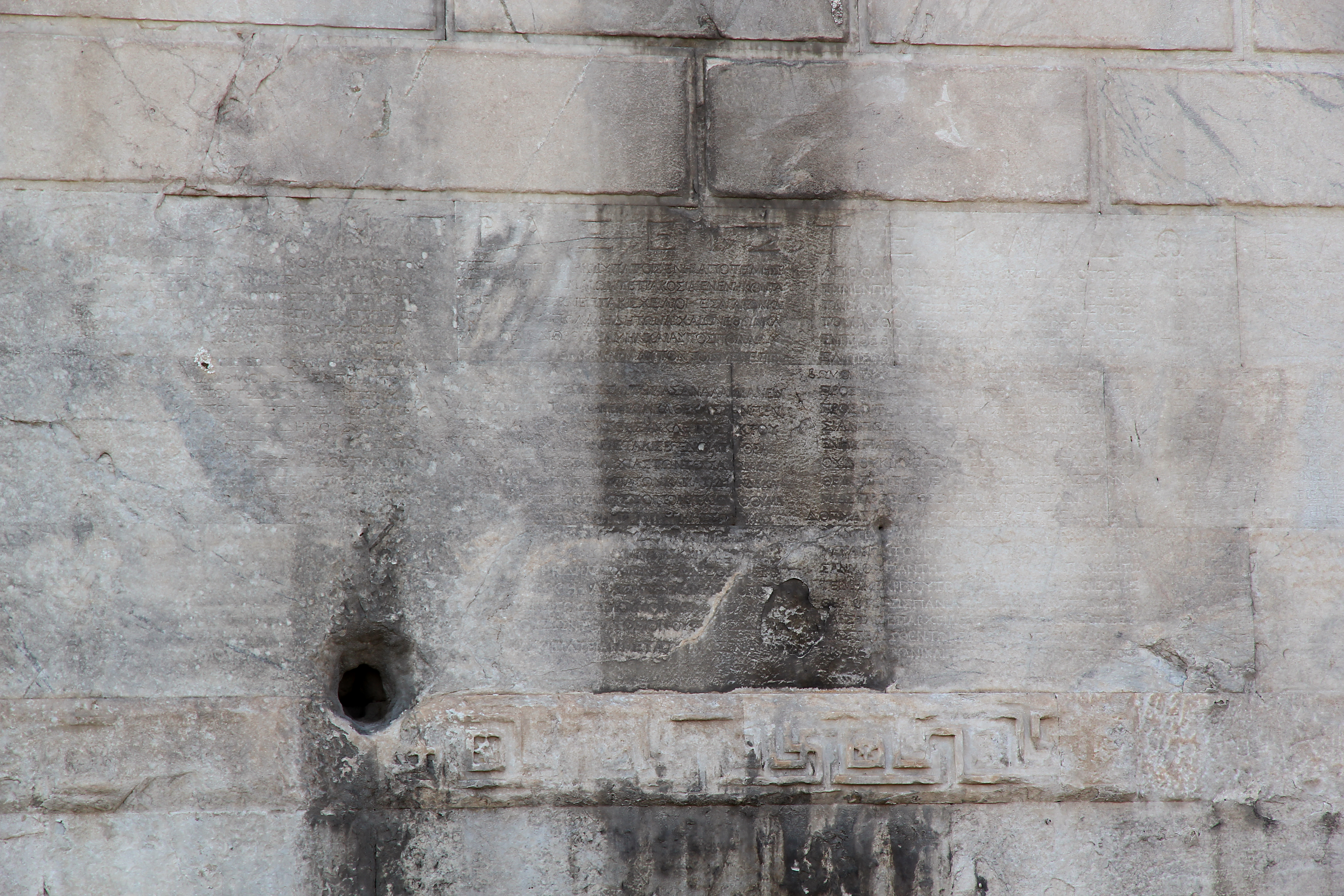
Res Gestae nas paredes do Monumento de Ancira em Ancira

Porém, quando Deiótaro morreu, em 25 a.C., a Galácia foi incorporada por Augusto como uma província romana. Perto de sua nova capital, Ancira, Filamenes, o herdeiro de Amintas, reconstruiu um templo ao deus frígio Men, rededicando-o a Augusto como sinal de fidelidade (o Monumento de Ancira). Foi nas paredes deste templo que uma das grandes fontes da Res Gestae de Augusto chegou aos nossos dias. Poucas províncias se mostraram mais entusiasticamente leais Roma do que a Galácia, cujos habitantes praticavam uma forma de politeísmo romano-celta comum nas terras celtas.
Numa reorganização administrativa por volta de 386-395, duas novas províncias nasceram da Galácia: a "Galácia Prima" e a "Galácia Secunda" (ou Salutar), que incluía parte da antiga Frígia. O destino do povo gálata é tema de disputa, mas é provável que eles tenha sido finalmente absorvidos pela população falante do grego da Anatólia.
Houve uma brevíssima tentativa de reviver a Galácia independente no século XI sob o comando de Roussel de Bailleul, da Primeira Cruzada.